# Everybody's Golf 2
Everybody's Golf 2 (みんなのGOLF2?, Minna no Golf 2) (Hot Shots Golf 2 in America del Nord) è il secondo videogioco della serie Everybody's Golf. Il videogioco è stato pubblicato il 29 luglio 1999 in Giappone, il 29 febbraio 2000 in America del Nord ed il 14 luglio 2000 in Europa.

## Modalità di gioco
- Giocatore singolo:

La classica modalità dove fanno sfide con avversari virtuali.
Ci sono vari tipi di sfide:
1. Modalità sfida:si fanno delle gare contro avversari virtuali per acquisire parti personalizzabili e sbloccare nuovi personaggi e campi. Guadagna un certo numero di carte per sbloccare una gara a buche contro un nuovo personaggio. Sconfiggilo per acquisirlo, avanzare di posizione e sbloccare un nuovo campo.
2. Minigioco:bisogna cercare di mandare la palla in buca al primo tiro. Se ottieni un hole-in-one nella buca più difficile di un percorso, la prossima volta che rifai il minigioco verrà aggiunta una buca di maggior valore (fino ad un massimo di cinque buche).
3. Allenamento: una modalità dove si seleziona un campo tra quelli sbloccati e si possono cambiare le impostazioni quali il vento e le condizioni meteorologiche.

Nel gioco è presente anche la modalità multigiocatore infrastruttura ma i server sono chiusi da fine 2011.

## Oggetti nascosti
Nelle buche si possono trovare oggetti nascosti avvicinando la visuale verso di esso. Per rendere il tutto più semplice, basta guardare se si vede una luce intermittente e avvicinare la visuale verso di essa. Si possono trovare oggetti di tutti i tipi come mazze, palline o accessori. A volte può capitare di trovare persone che non danno oggetti bonus.